# Slipknot (album)
A Slipknot az amerikai Slipknot metalegyüttes első nagylemeze. Az albumot 1999. június 29-én adta ki a Roadrunner Records. 2000. március 7-én az album digipak változata is megjelent, melyet egy „tiszta” változat (a káromkodásokat „eltávolították”) követett, március 14-én. A digipak változatot augusztus 9-én újra kiadták.
Több műfaj elemeit vegyíti, a legtöbb kritikus szerint az album a nu metal kategóriába sorolható. A kritikusok és a rajongók is jól fogadták, nagyban hozzájárult az együttes ismertségének növekedéséhez. A Billboard 200 listán az 51. helyig jutott, az Egyesült Államokban dupla platina lett, így az együttes legtöbb példányban eladott albuma. Szerepel az 1001 lemez, amit hallanod kell, mielőtt meghalsz című könyvben.
Az album borítóján az együttes tagjai láthatók felöltözve és álarcban.
2001-ben a Q magazin beválasztotta  „minden idők 50 legkeményebb albuma” (50 Heaviest Albums of All Time) közé. Az album az 1998-as Slipknot Demo anyagra épült.

## Az album dalai
|     | Cím                                             | Szerző(k) | Hossz |
| --- | ----------------------------------------------- | --------- | ----- |
| 1.  | 742617000027                                    | Slipknot  | 0:36  |
| 2.  | (Sic)                                           | Slipknot  | 3:19  |
| 3.  | Eyeless                                         | Slipknot  | 3:56  |
| 4.  | Wait and Bleed                                  | Slipknot  | 2:27  |
| 5.  | Surfacing                                       | Slipknot  | 3:38  |
| 6.  | Spit It Out                                     | Slipknot  | 2:39  |
| 7.  | Tattered & Torn                                 | Slipknot  | 2:54  |
| 8.  | Me Inside                                       | Slipknot  | 2:39  |
| 9.  | Liberate                                        | Slipknot  | 3:06  |
| 10. | Prosthetics                                     | Slipknot  | 4:58  |
| 11. | No Life                                         | Slipknot  | 2:47  |
| 12. | Diluted                                         | Slipknot  | 3:23  |
| 13. | Only One                                        | Slipknot  | 2:26  |
| 14. | Scissors (tartalmazza az Eeyore rejtett számot) | Slipknot  | 19:16 |

## Közreműködők

### Slipknot
- (#8) Corey Taylor – ének
- (#7) Mick Thomson – gitár
- (#6) Shawn "Clown" Crahan – ütőhangszerek, háttérvokál
- (#5) Craig "133" Jones – sampler, effektek
- (#4) Josh Brainard – gitár
- (#3) Chris Fehn – ütőhangszerek, háttérvokál
- (#2) Paul Gray – basszusgitár, háttérvokál
- (#1) Joey Jordison – dob
- (#0) Sid Wilson – DJ

### Produkció
- Sean McMahon – producer, a demóalbum keverése
- Ross Robinson – producer, keverés, A&R
- Joey Jordison – keverés
- Chuck Johnson – keverés, hangmérnök
- Sean McMahon – keverés
- Rob Agnello – hangmérnökasszisztens
- Eddy Schreyer – mastering
- Monte Conner – A&R
- Steve Richards – világméretű menedzsment
- Jeffrey Light – jogi képviselő
- Dave Kirby – foglalások
- Stefan Seskis – borítókép, belső fénykép
- Dean Karr – együttes fényképe
- t42design – design, betűtípus
- Lynda Kusnetz – kreatív vezető

## Érdekességek
- A 742617000027 című szám címe, az együttes első lemezének, a Mate.Feed.Kill.Repeatnek a vonalkódjából ered.
- A Wait and Bleed egy kissé módosított változata, a Wait and Bleed (Terry Date Mix) megtalálható a Sikoly 3 című film filmzenéi közt.